# Antonio Fausto Naironi
 (août 2024).
 (août 2024).
La mise en forme du texte ne suit pas les recommandations de Wikipédia : il faut le « wikifier ».
Les points d'amélioration suivants sont les cas les plus fréquents. Le détail des points à revoir est peut-être précisé sur la page de discussion.
- Les titres sont pré-formatés par le logiciel. Ils ne sont ni en capitales, ni en gras.
- Le texte ne doit pas être écrit en capitales (les noms de famille non plus), ni en gras, ni en italique, ni en « petit »…
- Le gras n'est utilisé que pour surligner le titre de l'article dans l'introduction, une seule fois.
- L'italique est rarement utilisé : mots en langue étrangère, titres d'œuvres, noms de bateaux, etc.
- Les citations ne sont pas en italique mais en corps de texte normal. Elles sont entourées par des guillemets français : « et ».
- Les listes à puces sont à éviter, des paragraphes rédigés étant largement préférés. Les tableaux sont à réserver à la présentation de données structurées (résultats, etc.).
- Les appels de note de bas de page (petits chiffres en exposant, introduits par l'outil «  Source ») sont à placer entre la fin de phrase et le point final[comme ça].
- Les liens internes (vers d'autres articles de Wikipédia) sont à choisir avec parcimonie. Créez des liens vers des articles approfondissant le sujet. Les termes génériques sans rapport avec le sujet sont à éviter, ainsi que les répétitions de liens vers un même terme.
- Les liens externes sont à placer uniquement dans une section « Liens externes », à la fin de l'article. Ces liens sont à choisir avec parcimonie suivant les règles définies. Si un lien sert de source à l'article, son insertion dans le texte est à faire par les notes de bas de page.
- La présentation des références doit suivre les conventions bibliographiques. Il est recommandé d'utiliser les modèles {{Ouvrage}}, {{Chapitre}}, {{Article}}, {{Lien web}} et/ou {{Bibliographie}}. Le mode d'édition visuel peut mettre en forme automatiquement les références.
- Insérer une infobox (cadre d'informations à droite) n'est pas obligatoire pour parachever la mise en page.

Pour une aide détaillée, merci de consulter Aide:Wikification.
Si vous pensez que ces points ont été résolus, vous pouvez retirer ce bandeau et améliorer la mise en forme d'un autre article.
 (août 2024).
Si vous disposez d'ouvrages ou d'articles de référence ou si vous connaissez des sites web de qualité traitant du thème abordé ici, merci de compléter l'article en donnant les références utiles à sa vérifiabilité et en les liant à la section « Notes et références ».
Antonio Fausto Naironi, en arabe Mehrej Ibn Nimrûm, né à Bane en 1635 et mort à Rome le 3 novembre 1707, est un savant maronite qui vivait à Rome au XVIIe siècle.

## Œuvres
- Officia sanctorum juxta ritum ecclesiæ Maronitarum, Rome, 1656 et 1666, in-fol. ;
- De saluberrima potione cahue seu cafe nuncupata discursus, Rome, 1671 in-12. Cet ouvrage fut traduit en italien, la même année, par F. Fred. Vegelin van Claerbergen, capitaine frison, Rome, 1671, in-12, et par le P. Pietro Paolo Bosca, bibliothécaire de l’Ambrosienne, Milan, 1673, in-12. Il en parut aussi une traduction libre ou un extrait en français.
- Dissertatio de origine, nomine ac religione Maronitarum, Rome, 1679, in-8° ; ouvrage utile à l’époque où il parut, mais qui a été complétement effacé par les travaux de Joseph-Simonius Assemani ;
- (la) Evoplia fidei catholicæ Romanæ historico-dogmatica, Rome, S. Cong. de Prop. Fide, 1694 (lire en ligne). Ce traité contient un grand nombre de faits curieux sur l’histoire civile et religieuse des chrétiens de l’Orient ; et quoique Assemani y remarque un grand nombre d’erreurs, il est encore très utile.